# Cymbidium aliciae
Cymbidium aliciae är en orkidéart som beskrevs av Eduardo Quisumbing y Argüelles. Cymbidium aliciae ingår i släktet Cymbidium, och familjen orkidéer. Inga underarter finns listade i Catalogue of Life.